# رافاييل سبايغل
رافاييل سيمون سبايغل (بالإنجليزية: Raphael Simon Spiegel) هو لاعب كرة قدم سويسري في مركز حراسة المرمى ولد في يوم 19 ديسمبر 1992 في قرية روتنغن في سويسرا، يلعب حالياً مع نادي وست هام يونايتد وسبق له اللعب مع نادي غراسهوبر زيوريخ ونادي ويل ونادي برول ونادي بارنت وكارليسل يونايتد، لعب مع منتخبات الناشئة في سويسرا.

## روابط خارجية
- رافاييل سبايغل على موقع قاعدة بيانات كرة القدم.إي يو (الإنجليزية)
- رافاييل سبايغل على موقع Soccerbase.com (لاعب) (الإنجليزية)
- رافاييل سبايغل على موقع Soccerway.com (الإنجليزية)
- رافاييل سبايغل على موقع عالم كرة القدم.نت (الإنجليزية)
- رافاييل سبايغل على موقع AS.com (الإسبانية)